# Guy XV. de Laval

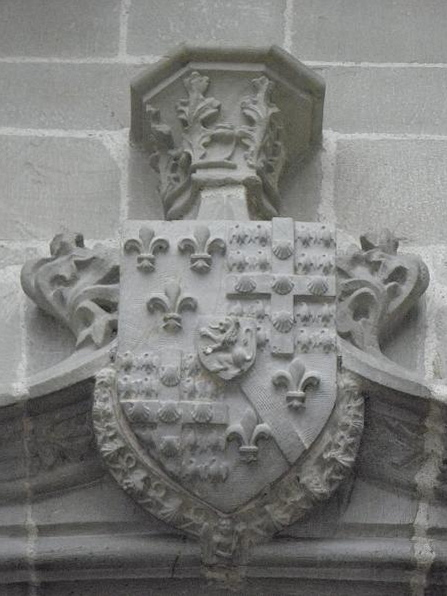
Wappen Guy XV. de Laval im südlichen Querschiff der Kirche Notre-Dame de Vitré

Guy XV. de Laval, ursprünglich François de Montfort (* 16. November 1435 in Moncontour; † 28. Oktober 1501 auf Burg Laval), aus Haus Montfort-Laval war ein Mitglied des Hochadels des Herzogtums Bretagne und später des Königreichs Frankreich.
François war bereits 50 Jahre alt, als er am 2. September 1486 nach dem Tod seines Vaters Guy XIV. de Laval Graf von Laval wurde und den Namen Guy XV. annahm. Solange sein Vater lebte, trug François, den Titel Seigneur de Gavre, fügte aber in den letzten zwanzig Jahren dieser Epoche noch den Titel Comte de Montfort hinzu, und es ist nicht unüblich, dass er mit diesem Titel unter Ausschluss aller anderen bezeichnet wurde.
Er war Comte de Laval (1486), Comte de Montfort(-sur-Risle) (1466/68), Seigneur de Gavre (1461), Vicomte de Rennes, Conte di Caserta, Sire de Vitré, d’Acquigny, de Montreuil-Bellay, de Saosnois, et de La Guerche.

## Leben
François de Montfort war der älteste Sohn von Guy XIV. de Laval und Isabeau de Bretagne. Sein Bruder war Pierre de Laval († 1493), der seit 1474 Erzbischof von Reims war. Seine ältere Schwester Jeanne hatte 1454 René I., Herzog von Anjou und Titularkönig von Sizilien und Jerusalem (le bon Roi René) geheiratet.
Bereits als Fünfjähriger war François mit Françoise de Dinan verlobt, der Erbtochter von Jacques de Dinan; die Verlobung wurde in diesem Jahr, 1440, zugunsten Gilles de Bretagne, einem jüngeren Sohn des Herzogs Jean VI., aufgelöst. Gilles starb 1450 im Gefängnis, die Witwe war gerade 14 Jahre alt, woraufhin Guy XIV., 43-jährig, noch im gleichen Jahr die Ehe Françoise einging, wobei er seinen 15-jährigen Sohn überging. Diese Ehe brachte dem Grafen von Laval die Herrschaften Châteaubriant, Montafilant und Beaumanoir ein.
Elf Jahre später, am 8. Januar 1461 heiratete er per Ehevertrag in Tours Catherine de Valois, die Tochter von Jean II., Herzog von Alençon, und Marie d’Armagnac.
1466 war er Capitaine von Melun und innerhalb der nächsten beiden Jahre wurde er Graf von Montfort (1468 wird er so bezeichnet, 1466 noch nicht).
Seiner Verwandtschaft mit dem König verdankt Guy XV. zweifellos die Ehre, dass er 1489, nach dem Tod von Antoine de Chabannes, als Grand-Maître d’Hôtel de France einen Platz unter den großen Offizieren der Krone einnehmen konnte. Er hatte Chabannes schon bei der Krönung Karls VIII. am 30. Mai 1484 vertreten. Umgekehrt musste Guy XV. sich 27. Mai 1498 bei der Krönung Ludwigs XIII. von Charles II. d’Amboise vertreten lassen, da sein Gesundheitszustand es nicht mehr zuließ, seinen Aufgaben nachzukommen.
Guy XV. starb am 28. Oktober 1501 auf der Burg Laval. Seine Beerdigung fand erst am 15. Februar 1502 in der Stiftskirche Saint-Tugal in Laval statt. Catherine d’Alençon, die Witwe von Guy XV, testierte am 10. September 1502 und am 6. Juli 1505 und starb am 18. Juli 1505 auf Schloss Montjean ohne Nachkommen. Sie wurde am 30. Juli 1505 ebenfalls in der Stiftskirche Saint-Tugal de Laval beigesetzt.
Das einzige Kind von Guy XV und Catherine d’Alençoin, war ein Sohn, der vermutlich Louis hieß und nur wenige Wochen lebte. Die Erbschaft fiel an seinen Neffen Nicolas de Laval, Seigneur de La Roche-Bernard, der den Namen Guy XVI. annahm.